# Đường sắt Kép – Cái Lân

Đường sắt Kép - Cái Lân là một tuyến đường sắt Việt Nam. Đây là một trong hai tuyến đường sắt khổ rộng hoàn toàn là 1435 mm duy nhất tại Việt Nam cùng với đường sắt Kép - Lưu Xá.Tuyến đường sắt này từng kết nối với đường sắt Kép – Lưu Xá.
Toàn tuyến có chiều dài 126 km và có thể kết nối với các tuyến đường khác của mạng lưới đường sắt Việt Nam.
Hiện nay chỉ có một số tàu hàng hoạt động trên tuyến mỗi ngày, còn tàu khách thì đã ngừng hoạt động từ tháng 4 năm 2020 và chưa có thời gian hoạt động trở lại.